# Casa de George J. Gould
La Casa de George J. Gould fue una mansión ubicada en 857 Fifth Avenue en la esquina noreste de 67th Street en el vecindario Upper East Side de Manhattan, Ciudad de Nueva York. La casa fue diseñada en el estilo Beaux-Arts francés por el arquitecto Horace Trumbauer de Filadelfia y construida en 1906 para el financiero George Jay Gould, el hijo mayor del magnate ferroviario Jay Gould.
El edificio reemplazó a la casa Jay Gould de estilo neogótico, que fue demolida. La nueva mansión fue diseñada para complementar y eclipsar la Casa Isaac Stern que se había erigido al lado, en el 858 de la Quinta Avenida.
En 1923, Harry Payne Whitney compró la casa y, a finales de 1925, se convirtió en la residencia de su suegra, Alice Claypoole Vanderbilt. Después de su muerte en 1934, fue heredada por su hija menor Gladys, la condesa Széchenyi.
El sitio ahora está ocupado por un edificio de ladrillo blanco terminado en 1963, que contiene 17 apartamentos.